# Efim Schachmeister

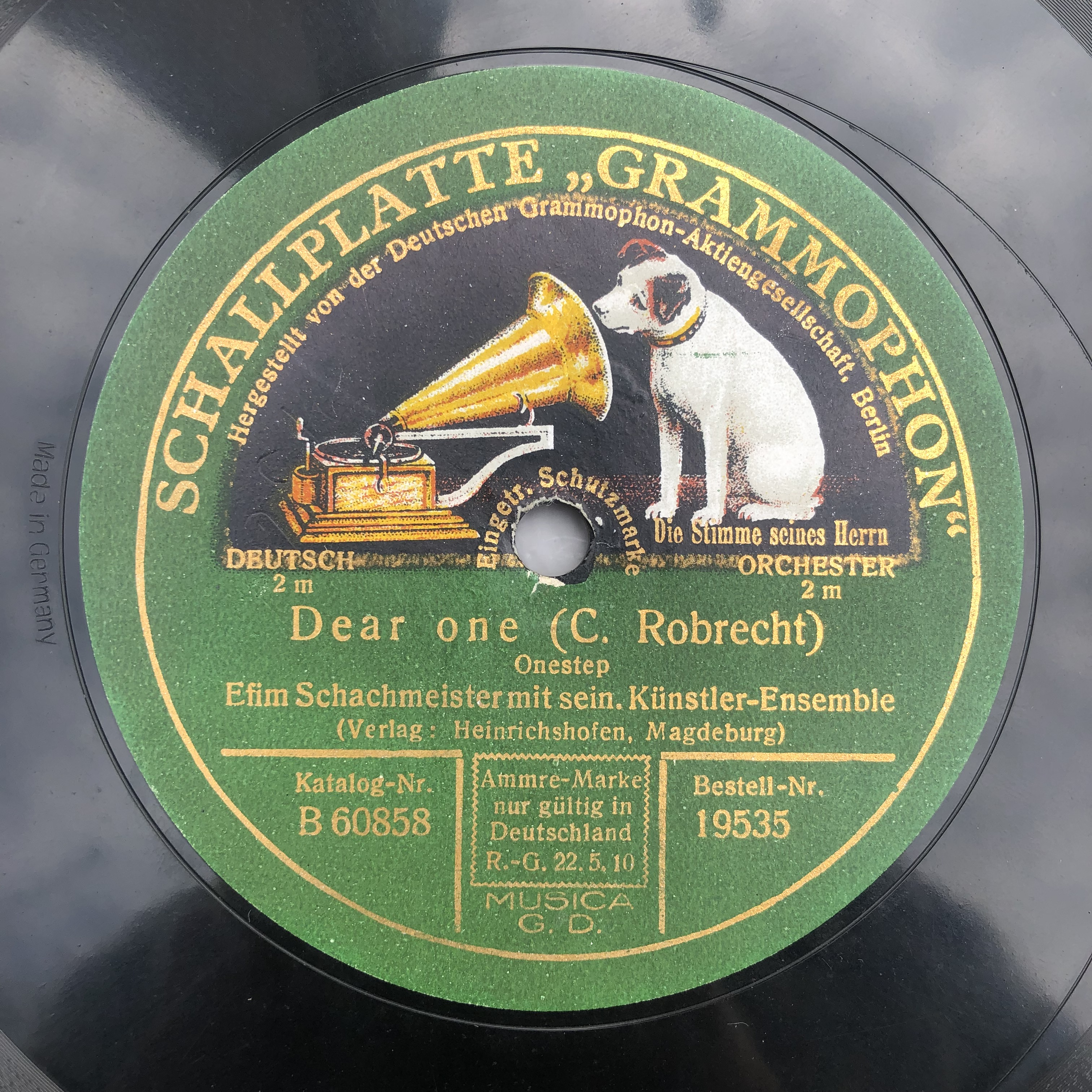
Etikett till skivutgåva med Schachmeisters orkester 1926.

Chaim "Efim" Schachmeister, född den 22 juli 1894 (enligt vissa uppgifter 1885) i Kiev, död 6 oktober 1944 i Buenos Aires, var en ryskfödd tysk violinist och orkesterledare.
Schachmeister var född i dåvarande Kejsardömet Ryssland (nu Ukraina) men av rumänska föräldrar och kom tidigt till Tyskland där han senast 1915 framträdde med Zigeuner-Kapelle Popescu. År 1923 hade han avancerat till kapellmästare för en egen orkester, med vilken han turnerade genom Tyska riket innan han erhöll stadigt engagemang vid det fashionabla Hotel Excelsior i Berlin. Detta följdes av kortare eller längre framträdanden på danslokaler som Barberina, Palais de Danse och Pavillon Mascotte.
Parallellt inledde Schachmeister en mycket produktiv karriär som skivartist hos Deutsche Grammophon, i synnerhet för dess underetikett Polydor. Här gjorde Schachmeister hundratals inspelningar av allt från salongsmusik, zigenarmusik och schlager till renodlad jazz. Schachmeister själv - vilken marknadsfördes som "alla dansviolinisters konung" - framträdde såsom instrumentalsolist främst i smäktande zigensk stil, men kunde också spela med drag av blues och av judisk folkmusik.
Vid Hitlers maktövertagande 1933 gick Schachmeister - vilken, liksom många andra av Weimarrepublikens framträdande orkesterledare, var av judisk härkomst - i landsflykt, först till Nederländerna och sedan till Argentina, där han avled 1944.